# 城北公園通駅
城北公園通駅（しろきたこうえんどおりえき）は、大阪府大阪市旭区赤川一丁目にある、西日本旅客鉄道（JR西日本）おおさか東線の駅である。駅番号はJR-F05。

## 概要
旭区内では初のJR駅となった。単線であった城東貨物線の行き違いのために設けられた都島信号場跡に位置する。

## 歴史
- 1943年（昭和18年）10月1日：都島信号場が開設される。
- 1984年（昭和59年）10月1日：都島信号場が廃止される。
- 2018年（平成30年）7月24日：駅名が「城北公園通駅」に決定。仮称は「都島駅」であったが、地下鉄谷町線の都島駅や都島区の中心部と離れていることや、都島区ではなく旭区に設置されることから「城北公園通駅」となった[3]。
- 2019年（平成31年）3月16日：おおさか東線全線開通に伴い開業[1]。
- 2024年（令和6年）3月16日：ダイヤ改正により、直通快速の停車駅となる。

### 駅名をめぐる経緯
建設中の仮称は「都島駅」であったが、都島区の中心市街地（都島本通など）にある大阪市営地下鉄（現：Osaka Metro）谷町線の都島駅とは1.6 kmも離れており、地元住民から「都島駅に決定したら乗客の混乱をきたす可能性がある」との指摘の声が上がっていた。2016年（平成28年）12月6日、旭区役所や同区内の地域団体会長らで構成される「旭区おおさか東線新駅名称期成会」の決起集会が旭区民センターで開催され、新駅名を「城北公園通」とする決議案を採択した。期成会は1か月かけ区民から約1万7800人分の署名を集め、2017年（平成29年）1月31日、JR西日本大阪支社に要望書と共に提出した。
2018年（平成30年）7月24日、駅名を旭区側が要望していた「城北公園通」に決定した。決定理由は、旭区と都島区を貫く通りの名称であり、大阪市編入以前の自治体名・城北村の名残として地域名に使われており場所が分かりやすいことから。

## 駅構造
相対式ホーム2面2線の高架駅で、8両編成対応。上屋は6両分。各ホームにエレベーターが1基ずつ、エスカレーターは各ホーム2基ずつ（上下）設置されている。
放出駅が管理するJR西日本交通サービスによる業務委託駅であり、一部時間帯は無人となる。そのため改札機・券売機・精算機付近にはインターホンがあり、無人時間帯はコールセンターのオペレーターが対応し各種機器を遠隔制御している。
駅のデザインコンセプトは「淀川の渡し舟」としている。
みどりの窓口は設置されず、みどりの券売機が設置されている。

### のりば
| のりば | 路線         | 行先             |
| ------ | ------------ | ---------------- |
| 1      | おおさか東線 | 新大阪・大阪方面 |
| 2      | おおさか東線 | 放出・久宝寺方面 |

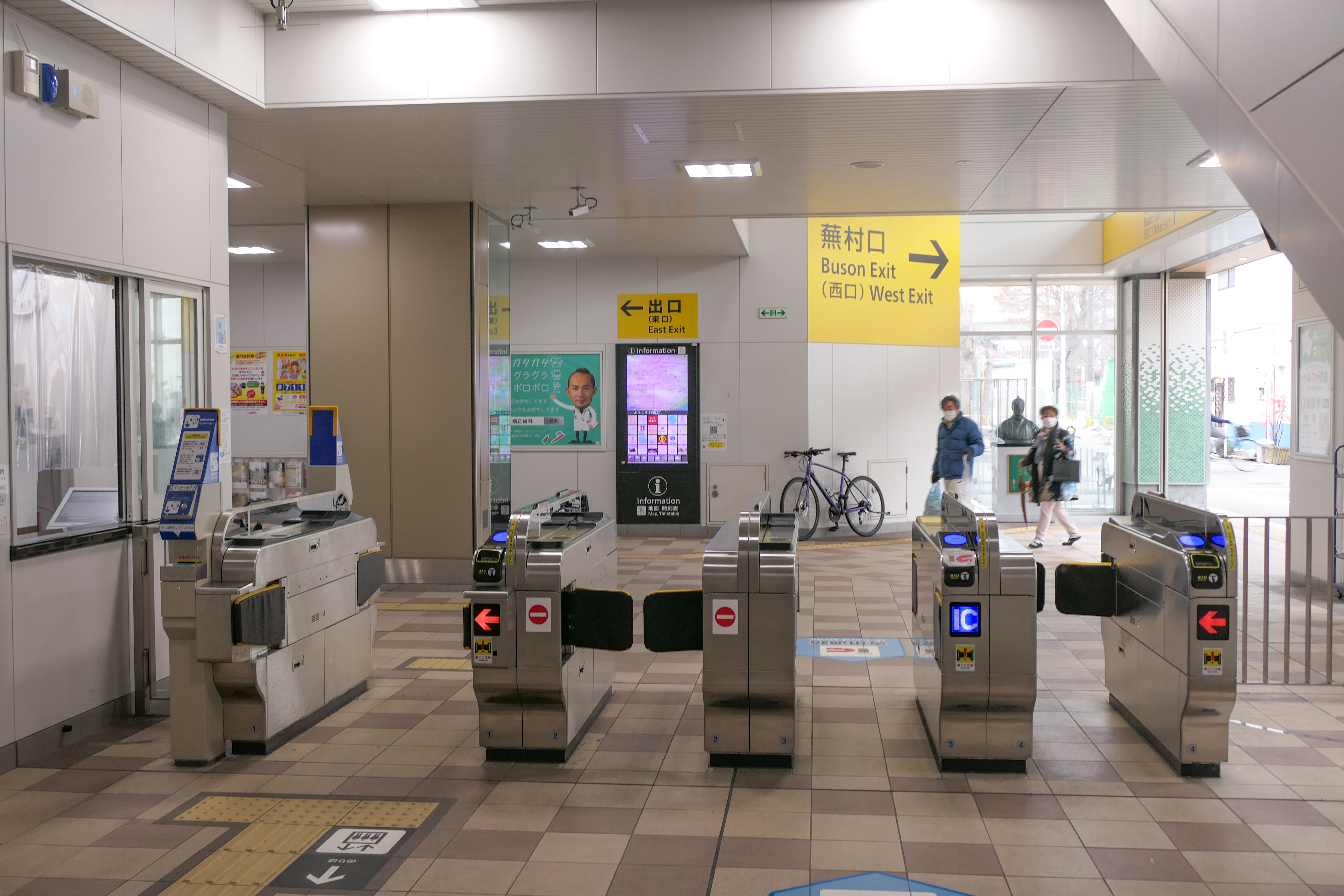
改札口（2021年12月）
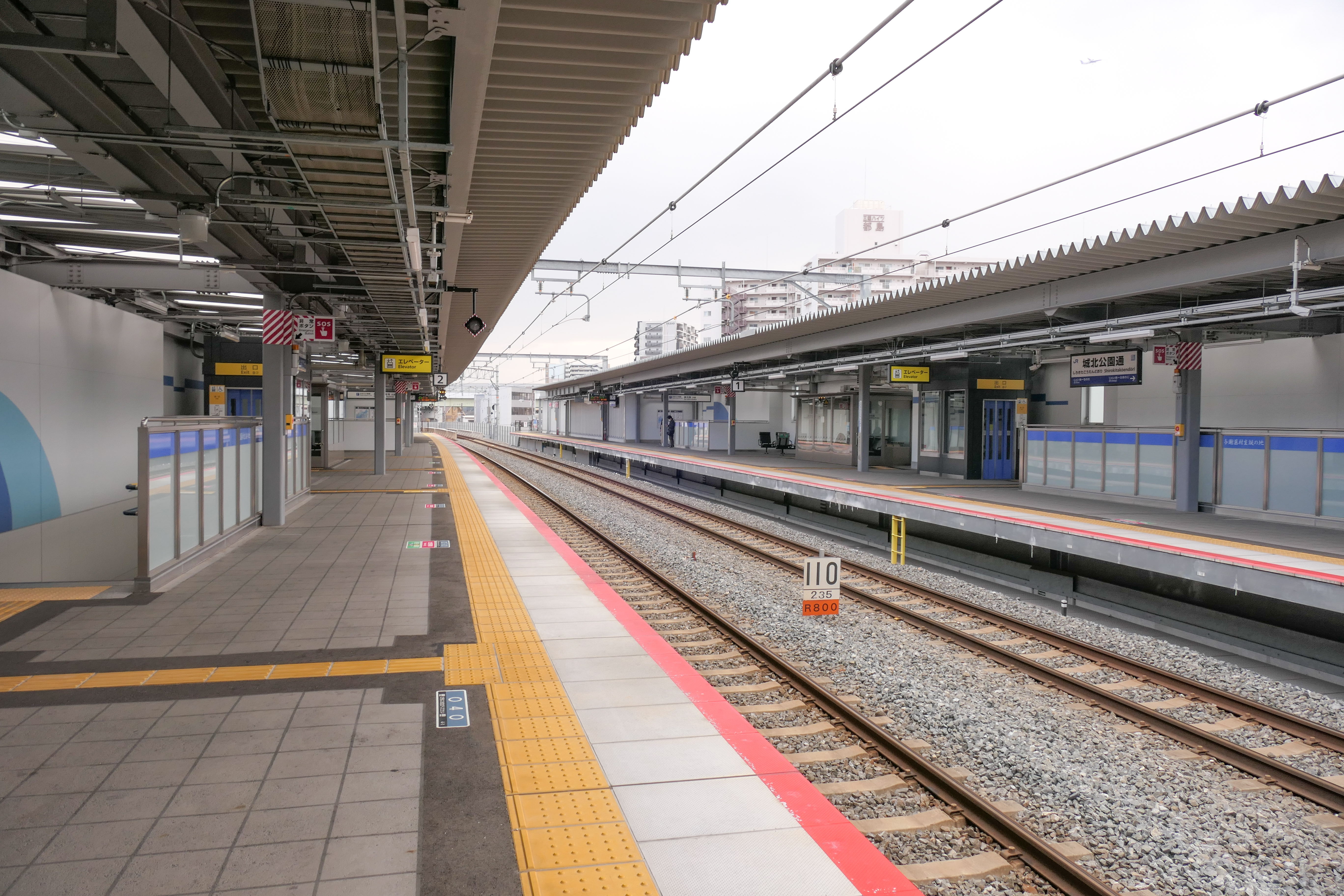
ホーム（2021年12月）
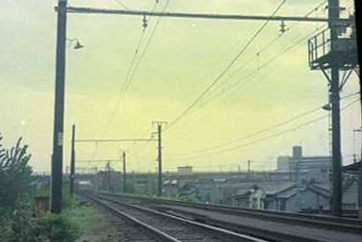
都島信号場構内（1977年10月）
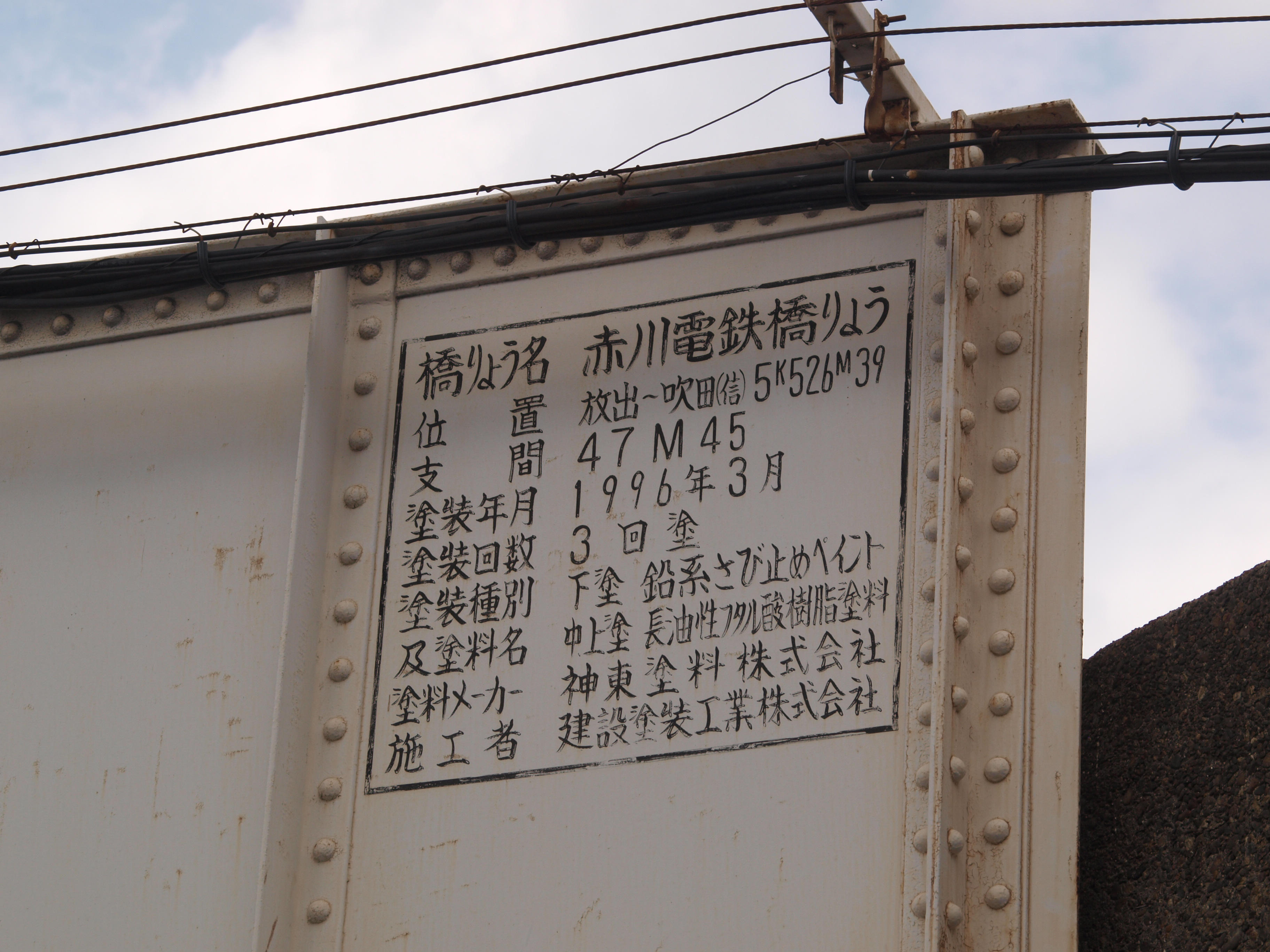
当駅東側で市道赤川天王寺線に架かる赤川電鉄橋梁（2014年４月）

## 利用状況
2023年（令和5年）度の1日平均乗車人員は6,507人である。
開業後の1日平均乗車人員は以下の通りである。
| 年度               | 1日平均 乗車人員 | 増減率 | 定期利用状況 | 定期利用状況 | 出典         |
| 年度               | 1日平均 乗車人員 | 増減率 | 1日平均      | 定期率       | 出典         |
| ------------------ | ---------------- | ------ | ------------ | ------------ | ------------ |
| 2019年（令和元年） | 4,079            |        | 2,266        | 55.6%        | [ 大阪府 1 ] |
| 2020年（令和02年） | 4,070            | -0.2%  | 2,605        | 64.0%        | [ 大阪府 2 ] |
| 2021年（令和03年） | 4,856            | 19.3%  | 3,138        | 64.6%        | [ 大阪府 3 ] |
| 2022年（令和04年） | 5,677            | 16.9%  | 3,582        | 63.1%        | [ 大阪府 4 ] |
| 2023年（令和05年） | 6,507            | 14.6%  | 4,065        | 62.5%        | [ 大阪府 5 ] |

## 駅周辺
- 城北公園通
- 市道赤川天王寺線
- 城北公園
- 城北川
- 善福寺
- 阪神高速12号守口線
- 菅原城北大橋
- 赤川鉄橋
- 城北緑道公園
- 大東商店街
- 淀川河川公園
- コノミヤ赤川店
- 大阪市立桜宮高等学校
- 大阪市立城北小学校
- 大阪市立大東小学校
- 大阪市立高倉小学校
- 大阪工業大学
- 常翔学園中学校・高等学校
- 都島大東郵便局
- 三井住友銀行 赤川一丁目出張所（旧河内銀行→住友銀行）  - ※2024年8月26日より、赤川町支店が梅田支店・堂島支店（阪急グランドビル内）内に移転しており、駅南側にATMを新設。
- Osaka Metro谷町線 - 都島駅 徒歩約20分

## バス路線
最寄の停留所は赤川一丁目・大東町一丁目・赤川三丁目で、大阪シティバスと北港観光バスにより運行される以下の路線が発着する。
当駅開業に合わせ赤川一丁目・大東町一丁目には（城北公園通駅前）の副停留所名が付けられた。赤川三丁目は城北公園通沿いにある。
赤川一丁目（城北公園通駅前）
- 10号系統：守口車庫前/天満橋
- 57号系統：京橋駅前
- 83号系統：花博記念公園北口/大阪駅前
- あさひあったかバス

大東町一丁目（城北公園通駅前）
- 57号系統：毛馬中央公園

赤川三丁目
- 10号系統：守口車庫前/天満橋
- 34号系統：守口車庫前/大阪駅前
- 57号系統：京橋駅前

## 隣の駅
西日本旅客鉄道（JR西日本）
 おおさか東線
■直通快速
JR淡路駅 (JR-F04) - 城北公園通駅 (JR-F05) - 放出駅 (JR-F08)
■普通
JR淡路駅 (JR-F04) - 城北公園通駅 (JR-F05) - JR野江駅 (JR-F06)

### 都島信号場時代
日本国有鉄道（廃止当時）
片町線貨物支線（城東貨物線）
巽信号場 - 都島信号場 - 吹田駅
- 廃止当時の終点は吹田駅であった。
- 都島信号場 - 吹田駅間においては、千里信号場は開設時点で廃止済、神崎川信号場は未開業。

### 記事本文

### 利用状況
1. ↑  大阪府統計年鑑 - 大阪府
2. ↑  大阪市統計書 - 大阪市

#### 大阪府統計年鑑
1. ↑  大阪府統計年鑑（令和2年） (PDF)
2. ↑  大阪府統計年鑑（令和3年） (PDF)
3. ↑  大阪府統計年鑑（令和4年） (PDF)
4. ↑  大阪府統計年鑑（令和5年） (PDF)
5. ↑  大阪府統計年鑑（令和6年） (PDF)